# Hemiodus gracilis
Hemiodus gracilis conhecido popularmente como  Cruzeiro do Sul é um peixe onívoro, ovíparo da bacia do rio Amazonas que chega a atingir 15 cm de comprimento.